# Station Foucart-Alvimare
Station Foucart-Alvimare is een spoorwegstation in de Franse gemeente Foucart.